# Худорошкіна Ірина Олександрівна
Ірина Олександрівна Худорошкіна (рос. Ири́на Алекса́ндровна Худоро́шкина; нар. 13 жовтня 1968) — російська легкоатлетка, що спеціалізується на штовханні ядра, бронзова призерка Олімпійських ігор 1996 року.

## Кар'єра
| Рік               | Змагання                         | Місто                      | Місце             | Примітки          |                   |
| Представник Росія | Представник Росія                | Представник Росія          | Представник Росія | Представник Росія | Представник Росія |
| ----------------- | -------------------------------- | -------------------------- | ----------------- | ----------------- | ----------------- |
| 1995              | Всесвітній легкоатлетичний фінал | Монте-Карло, Монако        | 7                 | 18.36 м           |                   |
| 1996              | Чемпіонат Європи в приміщенні    | Стокгольм, Швеція          | 2                 | 19.07 м           |                   |
| 1996              | Олімпійські ігри                 | Атланта, США               | 3                 | 19.35 м           |                   |
| 2006              | Чемпіонат Європи                 | Гетеборг, Швеція           | 6                 | 18.44 м           |                   |
| 2007              | Чемпіонат Європи в приміщенні    | Бірмінгем, Велика Британія | 2                 | 18.50 м           |                   |
| 2008              | Олімпійські ігри                 | Пекін, Китай               | 25 (кв.)          | 16.84 м           |                   |